# Sibyl Eigenmann
Sibyl Martha Eigenmann (* 14. Juli 1985 in Wattwil; heimatberechtigt in Waldkirch SG) ist eine Schweizer Politikerin (Die Mitte, vormals CVP).

## Politische Laufbahn
Sibyl Eigenmann kandidierte 2016 das erste Mal für die CVP und landete auf dem ersten Ersatzplatz bei den Gemeindewahlen der Stadt Bern. Kurz danach übernahm sie das Präsidium der städtischen CVP. Während fünf Jahren leitete sie mehrere Wahlkämpfe und konnte dabei alle Sitze ihrer Partei halten. Im Mai 2020 rückte sie im Stadtrat für ihren Parteikollegen Michael Daphinoff nach und nahm Einsitz in der Kommission für Ressourcen, Wirtschaft, Sicherheit und Umwelt (RWSU, früher FSU). Im Frühjahr 2021 vollzog sie als Präsidentin die Fusion der CVP und der BDP auf der städtischer Ebene und blieb Präsidentin der neu gegründeten Partei Die Mitte Stadt Bern.
Anlässlich der Grossratswahlen im Kanton Bern vom März 2022 trat sie neben dem bisherigen Grossrat Philip Kohli als Spitzenkandidatin an und sicherte der Partei dank ihrer Wahl einen zweiten Sitz im Wahlkreis Stadt Bern. Als Grossrätin im Grossen Rat des Kantons Bern nimmt sie Einsitz in die Gesundheits- und Sozialkommission (GSoK). Im April 2022 wählten die Delegierten der Mitte Kanton Bern Sibyl Eigenmann zusammen mit ihrem Fraktionskollegen André Roggli zum neuen Co-Präsidium der Mitte Kanton Bern. 2023 kandidierte sie als Spitzenkandidatin auf der Hauptliste der Mitte Kanton Bern für den Nationalrat. Im Mai 2025 wurde sie von Bundesrat Martin Pfister, Chef des Eidgenössischen Departementes für Verteidigung, Bevölkerungsschutz und Sport (VBS), zu einer seiner persönlichen Mitarbeiterinnen ernannt. Sie wird die Funktion per August 2025 übernehmen.

## Biografie
Sibyl Eigenmann wuchs mit ihren beiden älteren Schwestern in Jonschwil in einem nicht-akademischen Umfeld auf. 2004 schloss sie die eidgenössisch anerkannte Maturität mit Schwerpunkt Wirtschaft und Recht an der Kantonsschule am Burggraben in St. Gallen ab. Für ihr Studium der internationalen Beziehungen zog sie nach Genf, welches sie 2009 mit dem Lizenziat abschloss. Das zweite Studienjahr verbrachte sie als Erasmus-Studentin an der Université catholique de Louvain in Belgien. Das vorletzte Semester vor Abschluss absolvierte sie an der Universität St. Gallen.
Nach befristeten Anstellungen in Uzwil und Zürich sowie ausgedehnten Reisen in Zentralasien absolvierte sie ein Praktikum an der Schweizerischen Botschaft im Libanon. Ihre erste Festanstellung im Generalsekretariat der CVP brachte sie anfangs 2010 nach Bern, wo sie seither lebt. Nachdem sie ihre Anstellung im Generalsekretariat kündigte, trat sie 2016 der lokalen Partei bei und lancierte somit ihre politische Karriere. Im gleichen Jahr wurde sie Rundgangleiterin beim Berner Verein Stattland, 2020 erweiterte sie ihre nebenberufliche Leidenschaft als Stadtführerin beim Tourismusmarketingunternehmen Bern Welcome. Weitere Anstellungen führten sie zum Bundesamt für Landwirtschaft, Postfinance sowie zur Mobiliar. Zuletzt arbeitete sie für den Verband Hotelleriesuisse. 
Sibyl Eigenmann lebt mit ihrem Ehemann im Stadtberner Quartier Marzili.